# Lunamaria Hawke
Lunamaria Hawke (ルナマリア・ホーク) é uma personagem fictícia da série Mobile Suit Gundam SEED Destiny, que foi produzido pela Sunrise como parte da franquia Gundam. Na série, Luna faz parte da organização militar ZAFT composta por humanos geneticamente avançados conhecidos como Coordinators. Ela é expressado na série japonesa por Maaya Sakamoto e Maryke Hendrikse na dublagem inglesa.
Luna também foi destaque nos filmes, retomando seu papel do Gundam SEED Destiny. Ela também é apresentada em vários jogos da franquia, bem como títulos crossover. A personagem de Luna foi bem recebida pelos fãs de anime, aparecendo nas pesquisas do Anime Grand Prix e da Sunrise, sendo classificada como um dos personagens de anime mais populares.

## Aparições

### Em Mobile Suit Gundam SEED
Luna não apareceu na versão original da série, porém vivenciou os acontecimentos de perto. Na versão HD remaster de Gundam SEED, lançada em 2013, novas cenas foram adicionadas mostrando Luna na série. Ela é vista no Episódio 39 "Mundo Abalado" (41 no original) registrando-se para ZAFT, junto de Rey Za Burrel, Shinn Asuka e Meyrin Hawke, e ouvindo um anúncio de Patrick Zala.

### Em Mobile Suit Gundam SEED Destiny
Luna é introduzida na série como membro da organização militar ZAFT da colônia PLANT, trabalhando como pilota do mobile suit ZGMF-1000 ZAKU Warrior (ZGMF-1000 ザクウォーリア) sob o comando de Talia Gladys, capitã do navio de guerra Minerva. Luna é uma pessoa sociável, alegre e encantadora. No entanto, ela pode ser bastante teimosa e propensa ao ciúme durante certas situações.[carece de fontes?]

### Em outras mídias
Luna também apareceu no OVA Mobile Suit Gundam SEED Destiny Final Plus, que refaz os eventos do último episódio da série. Após a derrota de ZAFT, Luna e Shinn conhecem pessoalmente Kira Yamato e decidem unir forças para um futuro pacífico. Ela também estrela na série de filmes Mobile Suit Gundam SEED Destiny: Special Edition que compila os eventos da série de televisão Gundam SEED Destiny. Ela permanece na ZAFT após o final da guerra, ao lado de Kira e Shinn. Ela também foi destaque nas duas adaptações da série em mangá, Mobile Suit Gundam SEED Destiny e Mobile Suit Gundam SEED Destiny: The Edge. Luna tambem aparece em Mobile Suit Gundam SEED Destiny: The Edge Desire. Ela tem uma pequena aparição, ao lado de Shinn, no mangá Mobile Suit Gundam SEED Astray Princess of the Sky quando o Réquiem é destruído. Há também um CD Drama com faixas realizadas por sua atriz de voz japonês, Maaya Sakamoto.
Luna é uma pilota no jogo Mobile Suit Gundam Seed Destiny: Rengou vs. Z.A.F.T. e sua sequência Mobile Suit Gundam Seed Destiny: Rengou vs. Z.A.F.T. II com seus dois mobiles suits. Ela também é apresentado nos jogos de crossover de Gundam Dynasty Warriors: Gundam 2 e Dynasty Warriors: Gundam 3. Ela é desbloqueável no terceiro jogo, Mobile Suit Gundam: Extreme Vs.. Luna também aparece em vários jogos da série Super Robot Wars, como Super Robot Wars Z, Super Robot Wars K e Super Robot Wars V.

## Recepção

### Popularidade
A personagem de Luna tornou-se popular entre os fãs, aparecendo várias vezes nas pesquisas do Anime Grand Prix de popularidade para personagens femininas favoritas. Ela apareceu pela primeira vez em quinto lugar em 2004, caindo para o décimo primeiro lugar em 2005. Lunamaria entrou em 4º lugar no 56º Censo Nacional de Gundam perguntando aos fãs o personagem da série que eles queriam ver em roupa de banho.